# Жофре Торрентс
Жофре́ То́ррентс Сальват (кат. Jofre Torrents Salvat; нар. 28 січня 2007) — іспанський футболіст, захисник клубу «Барселона Б».

## Клубна кар'єра
Виступав за юнацькі команди «Ла-Селба-дал-Камп» і «Реус», звідки 2018 року перейшов до академії «Барселони». 15 березня 2025 року дебютував за резервну команду в матчі Прімери Федерасьйон проти «Тарасони».
В сезоні 2024–25 з молодіжною командою «Барселони» (до 19 років) став переможцем Юнацької ліги УЄФА. 12 травня 2025 року продовжив контракт з «Барселоною» до 2028 року.

## Кар'єра в збірній
Виступав за збірні Іспанії до 16, до 17 і Іспанія (до 19).
В червні 2025 року потрапив в заявку збірної до 19 років на юнацький чемпіонат Європи в Румунії. На турнірі провів три матчі, а його команда дійшла до фіналу, де поступилась нідерландцям.

## Статистика виступів
Станом на 24 травня 2025 
| Клуб              | Сезон             | Чемпіонат           | Чемпіонат | Чемпіонат | Кубок | Кубок | Єврокубки | Єврокубки | Інші  | Інші | Всього | Всього |
| Клуб              | Сезон             | Дивізіон            | Матчі     | Голи      | Матчі | Голи  | Матчі     | Голи      | Матчі | Голи | Матчі  | Голи   |
| ----------------- | ----------------- | ------------------- | --------- | --------- | ----- | ----- | --------- | --------- | ----- | ---- | ------ | ------ |
| Барселона Б       | 2024–25           | Прімера Федерасьйон | 11        | 0         | —     | —     | —         | —         | —     | —    | 11     | 0      |
| Всього за кар'єру | Всього за кар'єру | Всього за кар'єру   | 11        | 0         | 0     | 0     | 0         | 0         | 0     | 0    | 11     | 0      |

## Досягнення
«Барселона» (мол.)
- Переможець Юнацької ліги УЄФА: 2024–25[11]